# Labroquère
Labroquère (em occitano:  Era Broquèra) é uma comuna francesa na região administrativa da Occitânia, no departamento do Alto Garona. Estende-se por uma área de 4.37 km², com 318 habitantes, segundo o censo de 2018, com uma densidade de 73 hab/km².